# Per Alström
 "Per" Johan Alström (nacido el 9 de abril de 1961) es un profesor sueco de ornitología. Investiga en taxonomía, sistemática y evolución, con aves en Asia como especialidad. Alström trabaja en el Departamento de Ecología y Genética (Ecología Animal) de la Universidad de Uppsala y en el Centro Sueco de Información de Especies de la Universidad Sueca de Ciencias Agrícolas, Uppsala. Anteriormente trabajó como curador de ornitología en el Museo Sueco de Historia Natural y fue investigador invitado en el Instituto Percy Fitzpatrick de Ornitología Africana. Universidad de Ciudad del Cabo y profesor invitado en la Academia de Ciencias de China, Beijing. Es presidente del Comité Científico de la Iniciativa de Taxonomía Sueca y del Comité de Nombres de Animales Suecos y punto focal sueco para la Iniciativa de Taxonomía Global bajo el Convenio sobre la Diversidad Biológica (CBD). Editor en jefe adjunto de la revista internacional de ornitología Avian Research.
El nombre de autor Alström se utiliza para las especies científicamente descritas por Per Alström: Phylloscopus hainanus, Phylloscopus emeiensis, Phylloscopus calciatilis, Seicercus soror, Locustella chengi, Motacilla samveasnae, Zoothera salimalii.